# Culture dans l'Ain
 (décembre 2014).
La culture dans l'Ain est encouragée par le conseil départemental de l'Ain qui administre plusieurs musées départementaux. En outre, le département de l'Ain accueille un certain nombre de structures consacrées à l'art et au spectacle vivant.

## Patrimoine

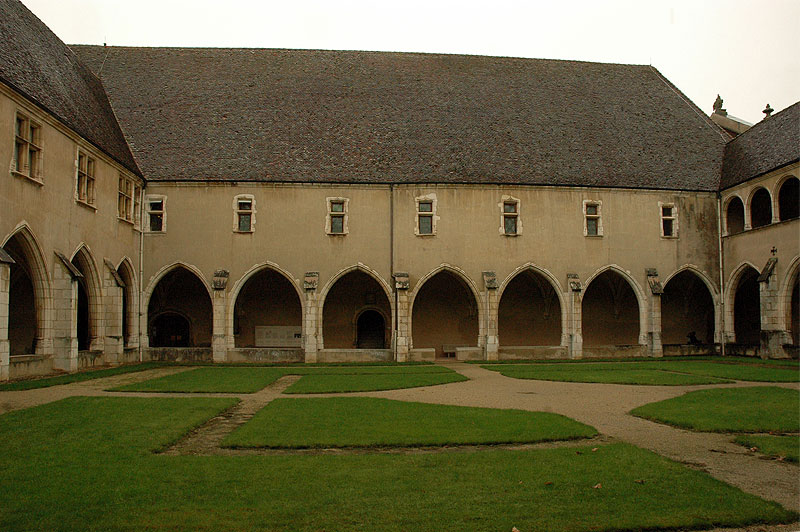
Musée municipal de Bourg-en-Bresse

### Musées
- Le musée départemental d'Histoire de la Résistance et de la Déportation de l'Ain et du Haut-Jura
- Le musée départemental de la Bresse
- Le musée départemental du Bugey-Valromey
- Le musée départemental du Revermont

#### Autres musées
- Le musée du cheminot.
- Le Musée vivant de la plante aquatique à Saint-Didier-sur-Chalaronne.
- Le Musée municipal de Bourg-en-Bresse qui présente une riche collection d'art français, flamand et italien du XVe siècle au XXe siècle.
- Le Parc des oiseaux, seul site touristique du département, recevant plus de 100 000 visiteurs par an.
- Le musée des traditions vigneronnes de Vongnes.

### Archives
- Archives départementales de l'Ain

### Bibliothèques

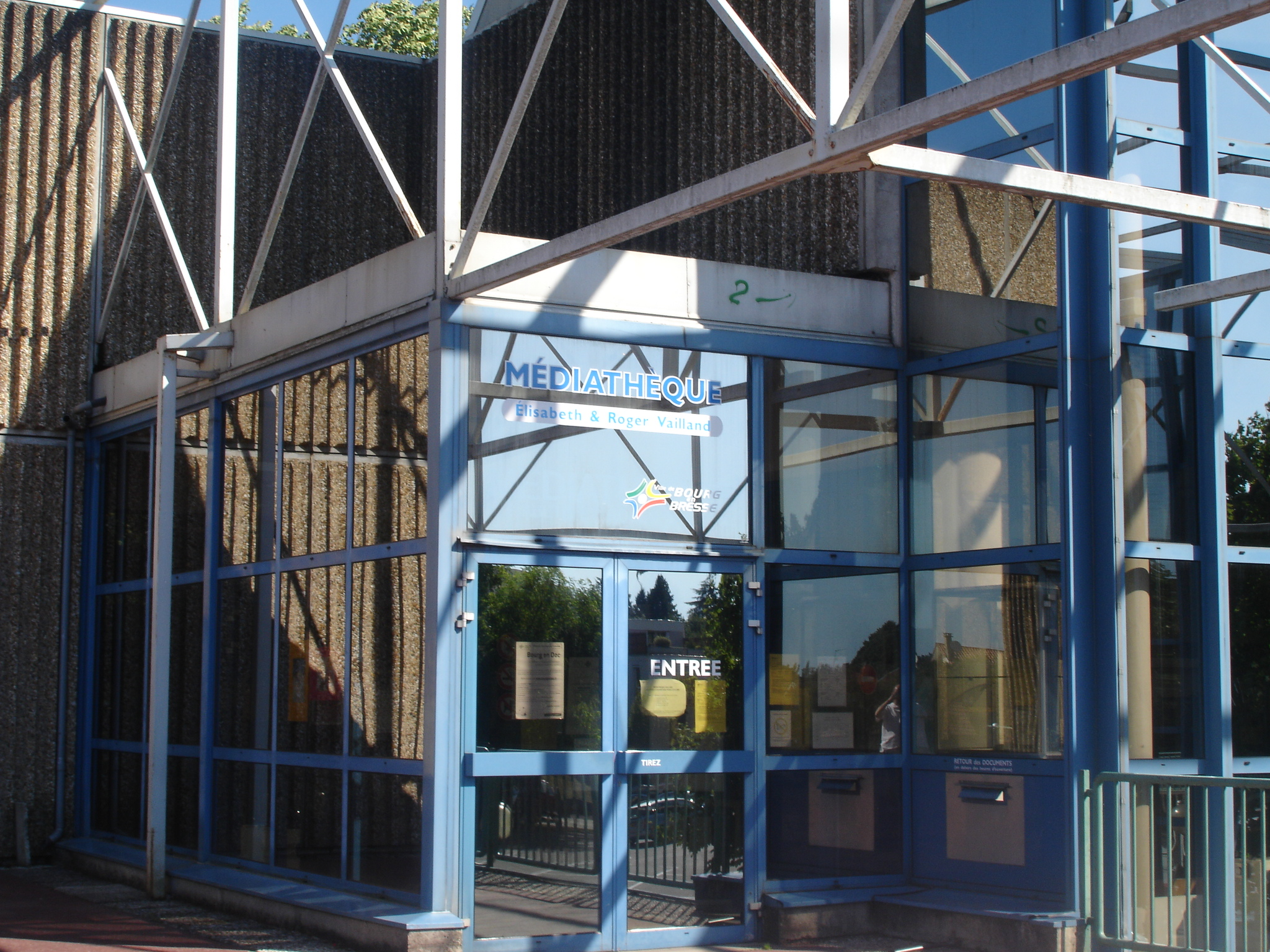
Médiathèque Vailland à Bourg-en-Bresse

- Le département de l'Ain accueille sur son territoire plus de 250 bibliothèques[1].

## Création et arts vivants

### Littérature
- Bourg-en-Bresse sert de cadre au roman d'Alexandre Dumas, Les Compagnons de Jéhu.
- François Marie Arouet dit Voltaire séjourna à partir de 1759 dans son château de Ferney-Voltaire.

### Théâtres
- Théâtre de Bourg-en-Bresse, (600 places).

### Salles de spectacles
- la Tannerie (500 places à Bourg-en-Bresse) qui accueille des groupes tels que Black Bomb A, Les Fatals Picards, Lofofora ou encore Babylon Circus.
- L'association loi de 1901 Les Amis de la Musique fait régulièrement venir des ensembles et musiciens de grande renommée à Bourg-en-Bresse.
- l'Allégro à Miribel.
- l'espace Vaugelas à Meximieux, salle modulable de 200 à 624.

### Festivités
- Les Glorieuses de Bresse sont organisées chaque année à Bourg-en-Bresse, ainsi que dans les communes de Louhans, Pont-de-Vaux et Montrevel-en-Bresse.

#### Musique

##### Formation
- Centre culturel de rencontre d'Ambronay

##### Festivals

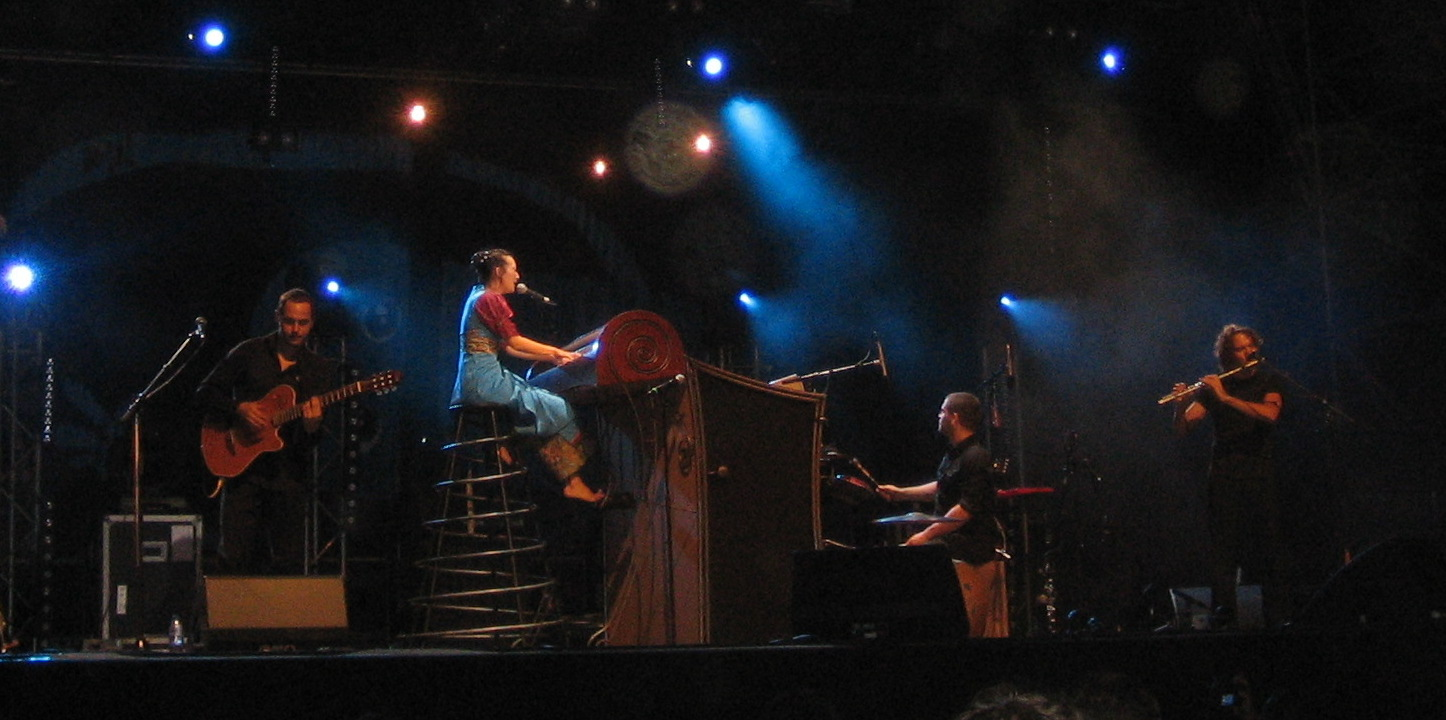
Amélie les crayons lors de l'édition 2008 du festival Woodstower

- Le festival de musique ancienne d'Ambronay en octobre depuis 1980[2].
- Au Grand parc de Miribel-Jonage, dont une partie du territoire se trouve dans le département de l'Ain se déroule le festival de musique et de théâtre de rue, Woodstower, en septembre.
- Les Glorieuses de Bresse sont organisées chaque année à Bourg-en-Bresse, ainsi que dans les communes de Louhans, Pont-de-Vaux et Montrevel-en-Bresse.
- Les Fanfarons, festival national de fanfares festives, à Thoissey.
- Le Printemps de Pérouges accueille, chaque année en avril-juin, des chanteurs et des musiciens de renom.